# Știt, Haskovo
Știt (în bulgară Щит) este un sat în comuna Svilengrad, regiunea Haskovo,  Bulgaria. 

## Demografie
Componența etnică a satului Știt
     Bulgari (90,56%)
     Turci (6,6%)
     Nicio identificare (2,83%)
     Altele (0%)
La recensământul din 2011, populația satului Știt era de 106 locuitori. Din punct de vedere etnic, majoritatea locuitorilor (90,56%) erau bulgari, cu o minoritate de turci (6,6%). Pentru 2,83% din locuitori nu este cunoscută apartenența etnică.